# Athyreus alvarengai
Athyreus alvarengai är en skalbaggsart som beskrevs av Henry Fuller Howden och Martinez 1978. Athyreus alvarengai ingår i släktet Athyreus och familjen Bolboceratidae. Inga underarter finns listade.